# 16. studenoga
16. studenoga (16. 11.) 320. je dan godine po gregorijanskom kalendaru (321. u prijestupnoj godini).
Do kraja godine ima još 45 dana.

## Događaji
- 534. – Tiskan Justinijanov Kodeks.
- 1242. – Hrvatsko-ugarski kralj Bela IV. izdao Zlatnu bulu kojom je Zagrebu dao status slobodnog kraljevskog grada.
- 1384. – Jadwiga okrunjena za poljskiu kraljicu.
- 1532. – Francisco Pizarro zatočio Atahualpu, vladara Inka
- 1849. – Ruski dvor osuđuje Fjodora Dostojevskog na smrt zbog protudržavnog djelovanja, ali je njegovo pogubljenje otkazano u zadnji čas.
- 1869. – Pušten u promet Sueski kanal.
- 1893. – Osnovan Atletski Klub Královské Vinohrady, kasnije preimenovan u Sparta Prag.
- 1896. – Prvi prijenos električne energije između dva grada (Niagara Fallsa i Buffala).
- 1904. – John Ambrose Fleming izumio vakuumsku cijev.
- 1905. – U Zagrebu osnovana Družba "Braća Hrvatskoga Zmaja".
- 1906. – Operni pjevač Enrico Caruso optužen za neprikladno ponašanje nakon što je, navodno, uštipnuo ženu za stražnjicu u zoološkom vrtu u New Yorku.
- 1920. – Qantas, australska nacionalna aviokompanija, postaje drugom najstarijom aviokompanijom na svijetu (starija je samo KLM).
- 1933. – SAD i Sovjetski savez uspostavljaju formalne diplomatske odnose.
- 1940. – Drugi svjetski rat: Kraljevsko zrakoplovstvo (RAF) bombardiralo Hamburg.
- 1940. – Holokaust: u Poljskoj su Nacisti zatvorili Varšavski Geto, izoliravši ga od vanjskog svijeta.
- 1945. – Hladni rat: SAD, uz pomoć 88 njemačkih znanstvenika, započinje proizvodnju.
- 1959. – Premijera mjuzikla Moje pjesme, moji snovi na Broadwayu.
- 1965. – Sovjetski savez prema Veneri lansirao svemirsku sondu Venera 3, prvu letjelicu koja se spustila na površinu druge planete.
- 1970. – Sirijski predsjednik Nuraddin al Atasi svrgnut je pučem. Naslijedio ga je Ahmed Chartiv, a najmoćniji je čovjek bio premijer Hafez al-Asad, koji je 1991. na referendumu izabran za predsjednika s 99,2 posto glasova.
- 1973. – Iz Cape Canaverala NASA je lansirala letjelicu Skylab 4 s tri člana posade na 84-dnevnu misiju,
- 1977. – Kino-premijera Bliskih susreta treće vrste.
- 1988. – Na prvim slobodnim izborima u 10 godina, glasači u Pakistanu izabiru Benazira Bhutta za premijera.
- 1990. – Premijera filma Rocky V, zasad posljednjeg nastavka iz serijala Rocky filmova, sa Sylvesterom Stalloneom u naslovnoj.
- 1991. – Srpsko topništvo iz okupirane Baranje zapaljivim fosfornim projektilima gađalo Hrvatsko narodno kazalište u Osijeku.
- 1996. – Majka Tereza postaje počasnom građankom SAD-a.
- 1997. – nakon gotovo 18 godina zatočeništva, Narodna Republika Kina iz zatvora oslobađa Weija Jingshenga, prodemokratskog disidenta, i to iz medicinskih razloga
- 2000. – Bill Clinton postaje prvi američki predsjednik koji je posjetio Vijetnam.
- 2001. – U distribuciji je prvi film iz serijala Harry Potter: "Harry Potter i kamen mudraca".
- 2004. – X-43A postaje najbržim mlaznim avionom pri brzini od gotovo 11,200 km/h ili 3.11 km/sec.
- 2012. – Donesena oslobađajuća presuda hrvatskim generalima Anti Gotovini i Mladenu Markaču, što je izazvalo oduševljenje i slavlje na ulicama diljem Hrvatske. Oslobođene generale navečer je na zagrebačkom Trgu bana Jelačića dočekalo preko 100.000 ljudi.

| - 42. pr. Kr. – Tiberije, drugi Rimski car - 1717. – Jean le Rond d'Alembert, francuski matematičar i enciklopedist († 1793.) - 1720. – Carlo Antonio Campioni, talijanski kompozitor († 1788.) - 1752. – Maksimilijan Vrhovac, zagrebački biskup († 1827.) - 1766. – Rodolphe Kreutzer, francuski violinist († 1831.) - 1836. – David Kalakaua od Havaja, posljednji havajski kralj († 1891.) - 1873. – W. C. Handy, američki skladatelj († 1958.) - 1874. – Aleksandar Kolčak, ruski vojskovođa († 1920.) - 1889. – George Kaufman, američki dramatičar († 1961.) - 1892. – Guo Moruo, kineski pisac († 1978.) - 1895. – Paul Hindemith, njemački skladatelj († 1963.) - 1906. – Edo Kovačević, hrvatski slikar († 1993.) - 1914. – Rajmund Kupareo, hrvatski književnik i estetičar († 1996.) - 1922. – José Saramago, portugalski pisac, nobelovac - 1926. – Miko Tripalo, hrvatski političar († 1995.) - 1930. – Chinua Achebe, nigerijski pisac - 1936. – Igor Turčin, ukrajinski rukometni trener († 1993.) - 1938. – Robert Nozick, američki filozof († 2002.) - 1946. – Slobodan Šijan, srpski filmski redatelj - 1947. – Ebby Thust, njemački Boks-Promoter i autor knjige - 1952. – Shigeru Miyamoto, japanski dizajner kompjuterskih igara - 1958. – Marg Helgenberger, američka glumica - 1960. – Ellina Zvereva, bjeloruska atletičarka - 1961. – Frank Bruno, boksač - 1962. – Josh Silver, američki klavijaturist i glazbeni producent - 1964. – Diana Krall, kanadska pjevačica - 1966. – Christian Lorenz, njemački glazbenik - 1967. – Lisa Bonet, američka glumica - 1970. – Martha Plimpton, američka glumica - 1971. – Alexander Popov, ruski plivač - 1974. – Paul Scholes, engleski nogometaš - 1977. – Oksana Bajul, ukrajinska klizačica - 1977. – Maggie Gyllenhaal, američka glumica - 1978. – Gary Naysmith, škotski nogometaš - 1981. – Allison Crowe, kanadska pjevačica - 1996. – Ivan Baran, hrvatski književnik - 2002. – Adrion Pajaziti, albanski nogometaš | - 498. – Anastazije II., papa - 1272. – Henrik III., engleski kralj (* 1207.) - 1328. – princ Hisaaki, japanski šogun (* 1276.) - 1613. – Trajano Boccalini, talijanski satiričar (* 1556.) - 1695. – Pierre Nicole, francuski filozof (* 1625.) - 1779. – Pehr Kalm, finski istraživač i prirodoslovac (* 1716.) - 1802. – André Michaux, francuski botaničar (* 1746.) - 1910. – Ivan Kozarac, hrvatski književnik (* 1885.) - 1922. – Max Abraham, njemački fizičar (* 1875.) - 1960. – Clark Gable, američki glumac (* 1901.) - 1961. – Milan Šenoa, hrvatski književnik (* 1869.) - 1973. – Alan Watts, engleski pisac (* 1915.) - 1994. – Dino Valente, američki glazbenik (* 1943.) - 2012. – Zdenka Anušić, hrvatska kazališna, televizijska i filmska glumica (* 1936.) - 2020. – Bono Zvonimir Šagi, franjevac kapucin (* 1932.) |

## Blagdani i spomendani
- Međunarodni dan tolerancije
- Dagur Íslenskrar Tungu (Dan islandskog jezika)
- festival Loy Krathong na Tajlandu